# Hypericum aciferum
Hypericum aciferum är en johannesörtsväxtart som först beskrevs av W. Greuter, och fick sitt nu gällande namn av N. K. B. Robson. Hypericum aciferum ingår i släktet johannesörter, och familjen johannesörtsväxter. Inga underarter finns listade i Catalogue of Life.